# ایستگاه کنزینگتون (المپیا)
ایستگاه کنزینگتون (انگلیسی: Kensington) یکی از ایستگاه‌های خط ناحیه متروی لندن، خط غرب متروی زمینی لندن و راه‌آهن انگلستان است.
این ایستگاه که در منطقه سلطنتی کنزینگتون و چلسی قرار دارد در سال ۱۸۶۲ میلادی تأسیس شده‌است.

## نگارخانه

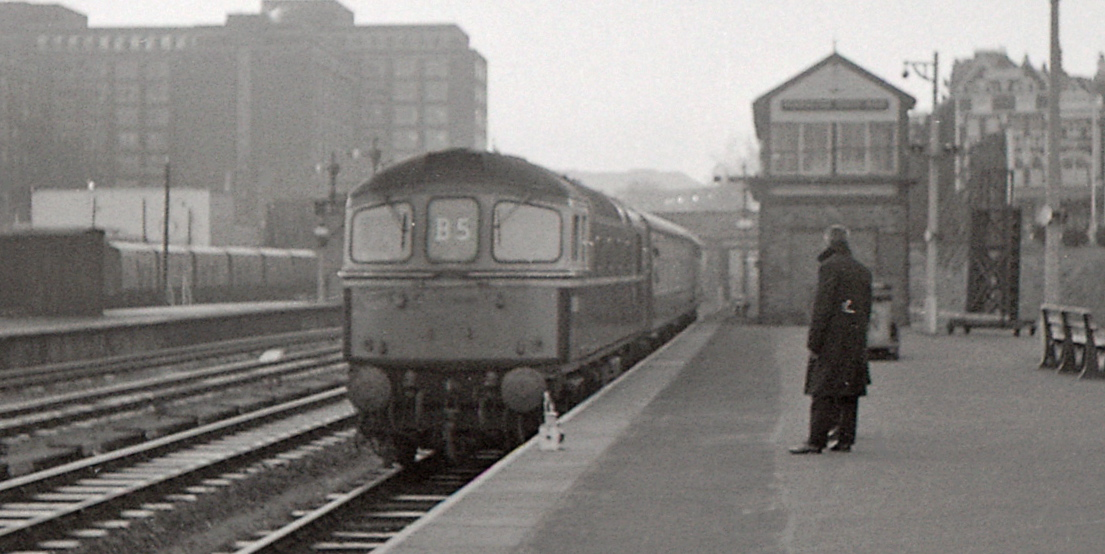
Post Office workers' train from Clapham Jct, 1968
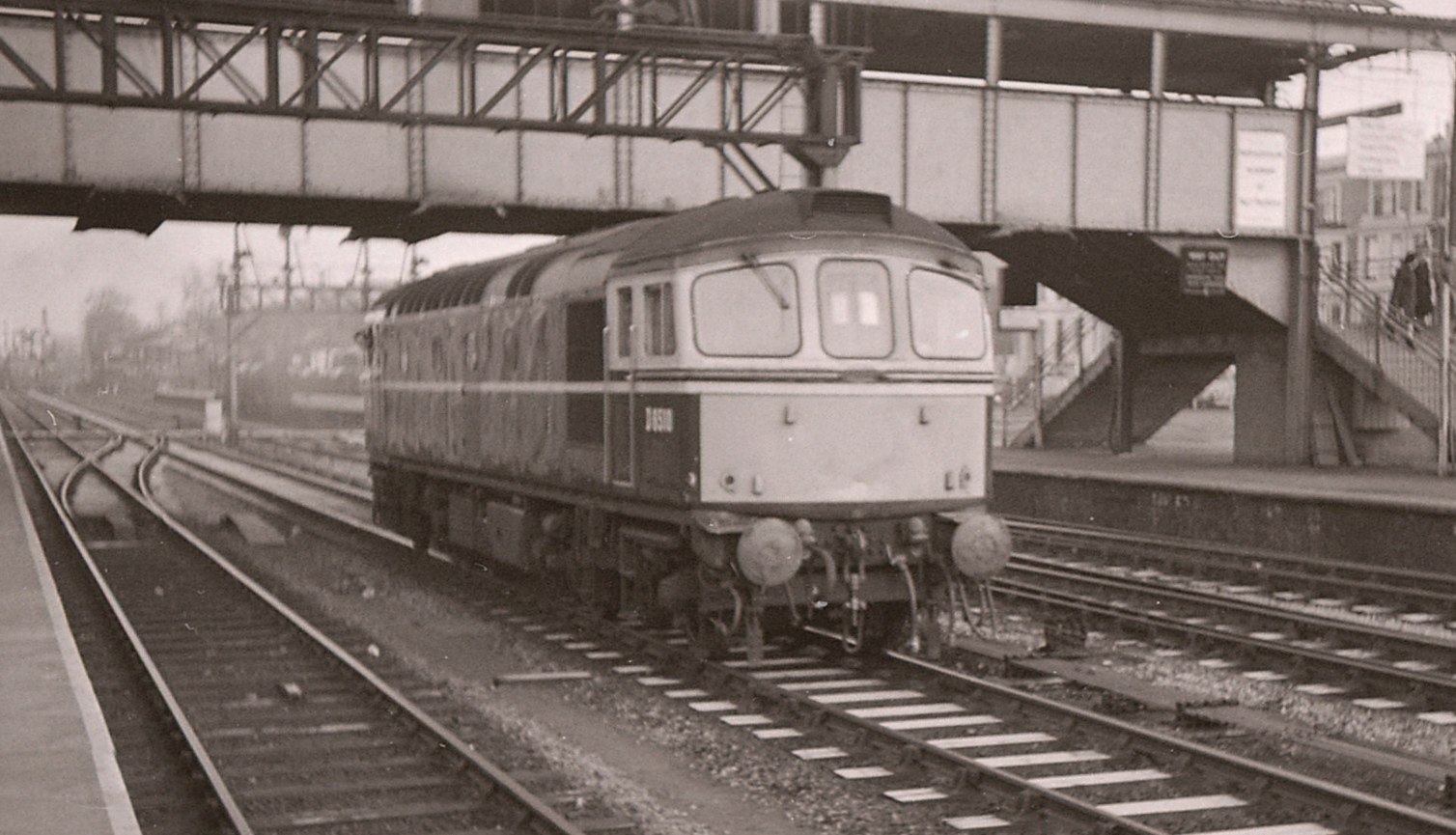
Looking north 1968
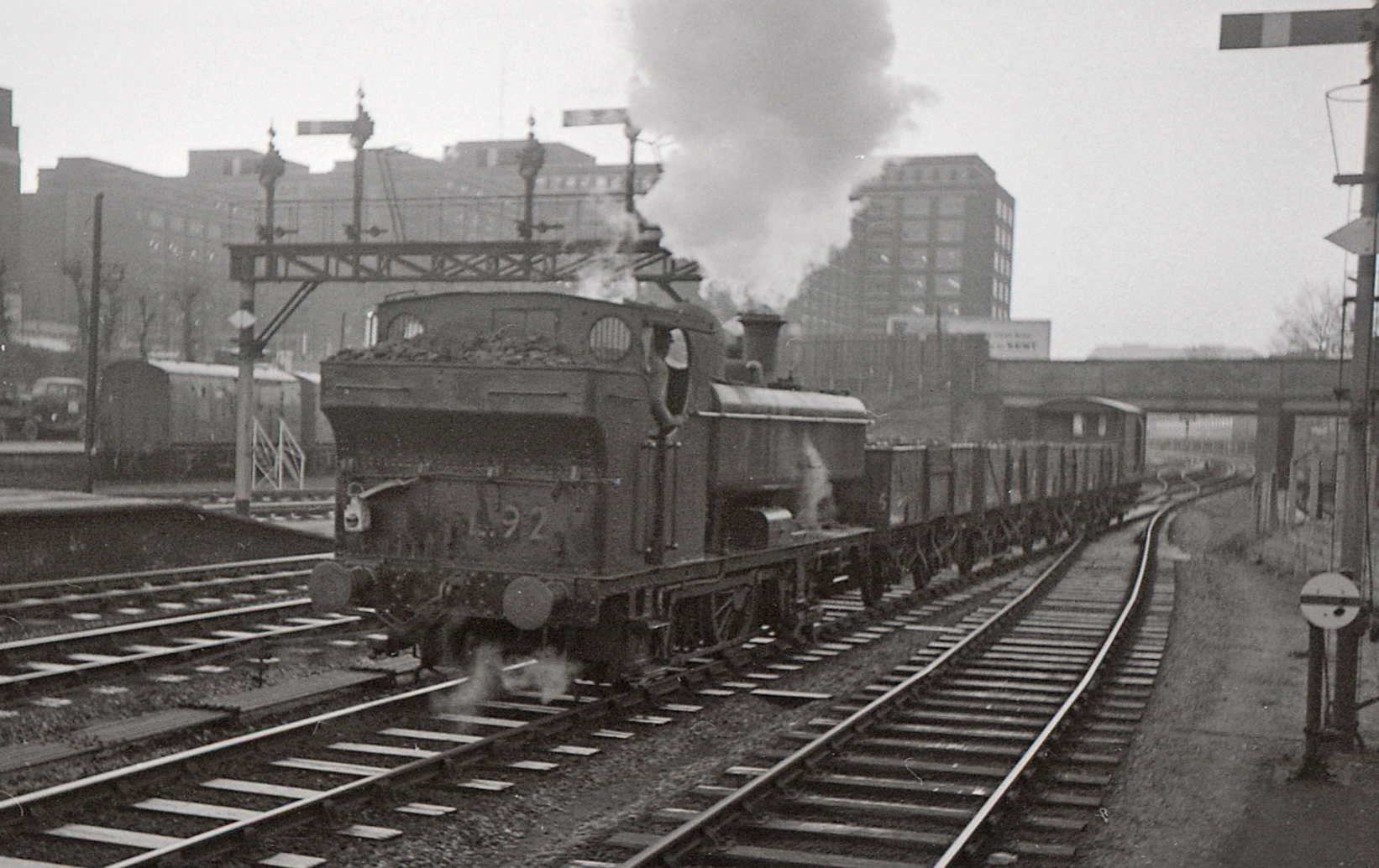
London Underground work train heads south to Lillie Bridge, 1968
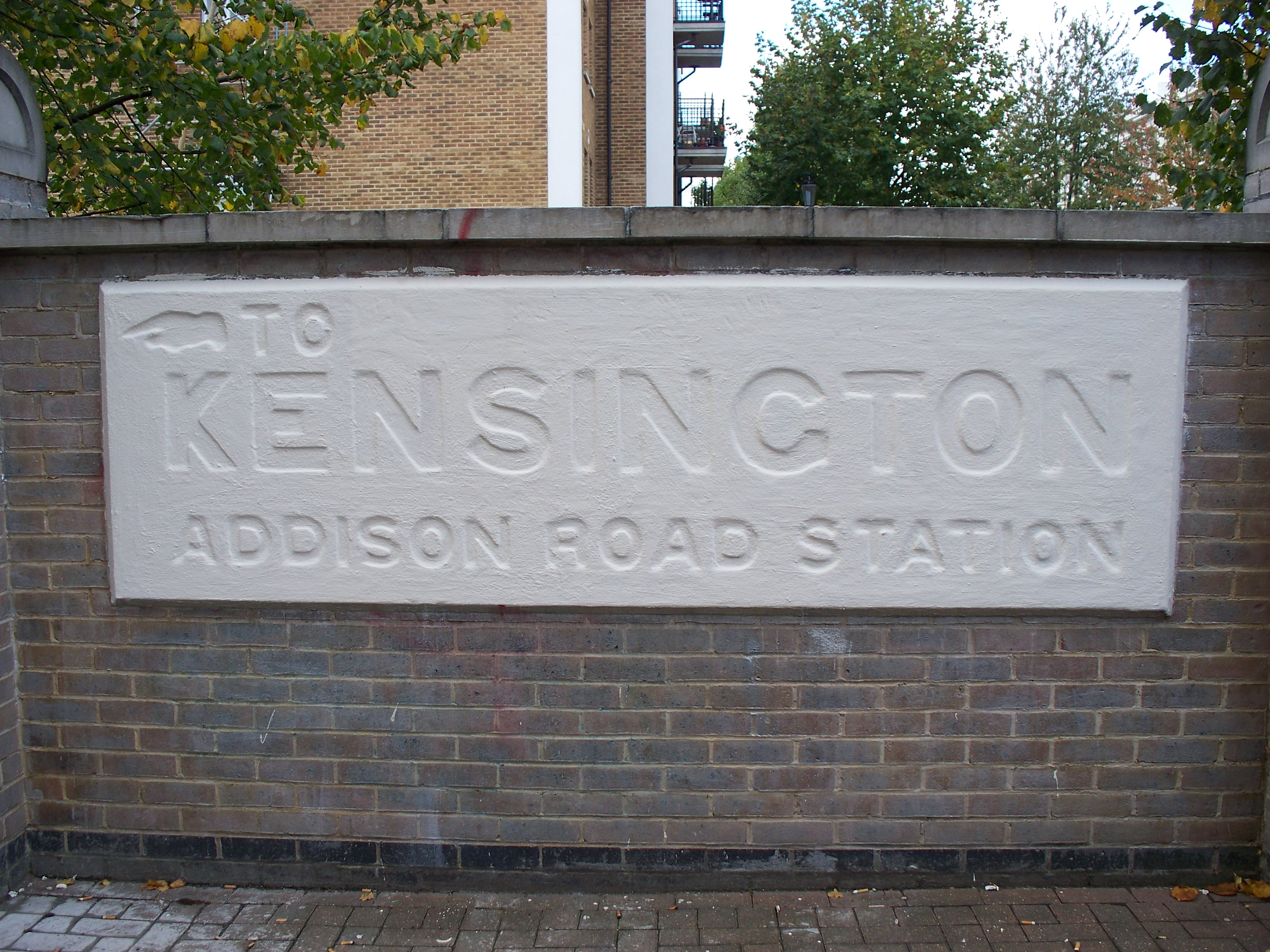
Former station entrance sign, showing the original Addison Road name
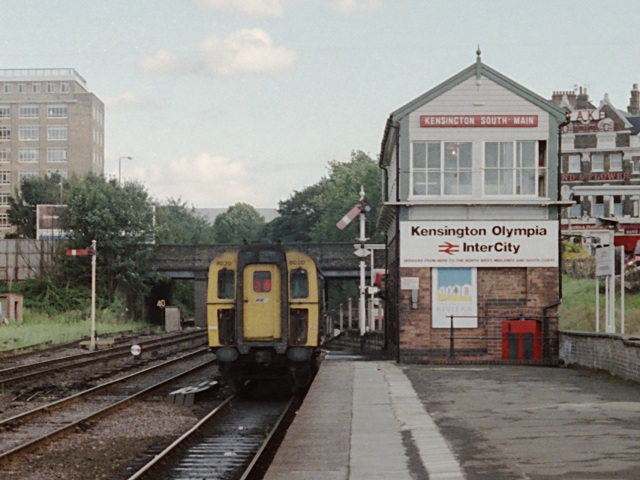
Kensington Olympia in 1988
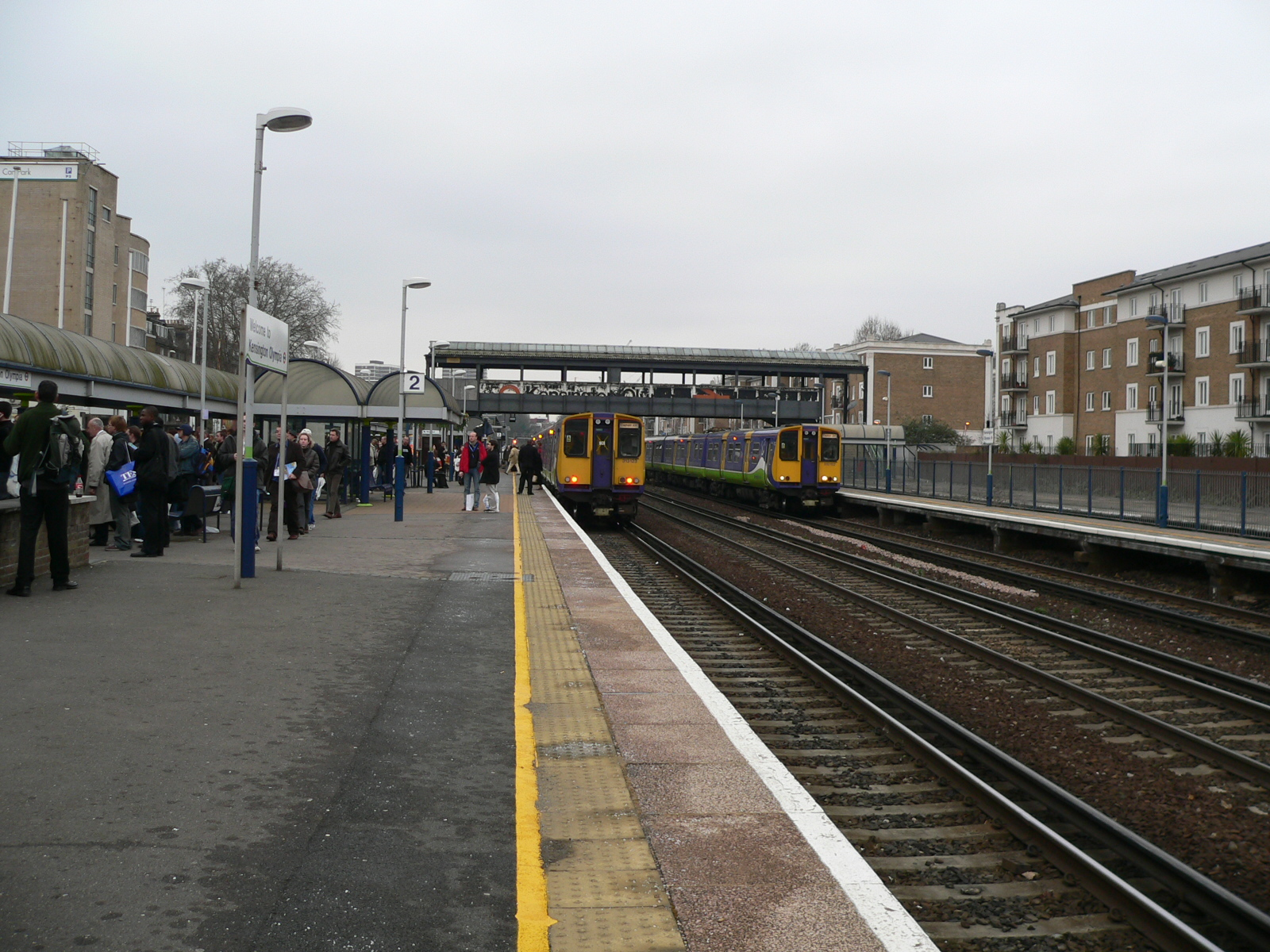
Silverlink EMUs 313122 and 313123 at Olympia
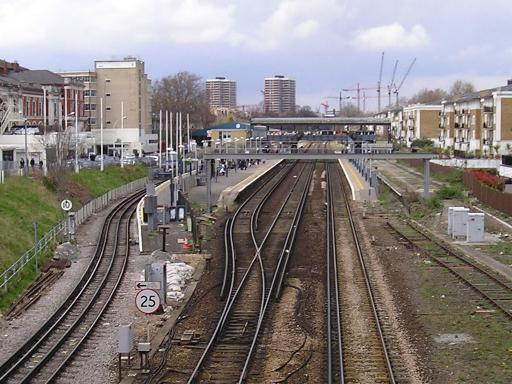
Aerial view
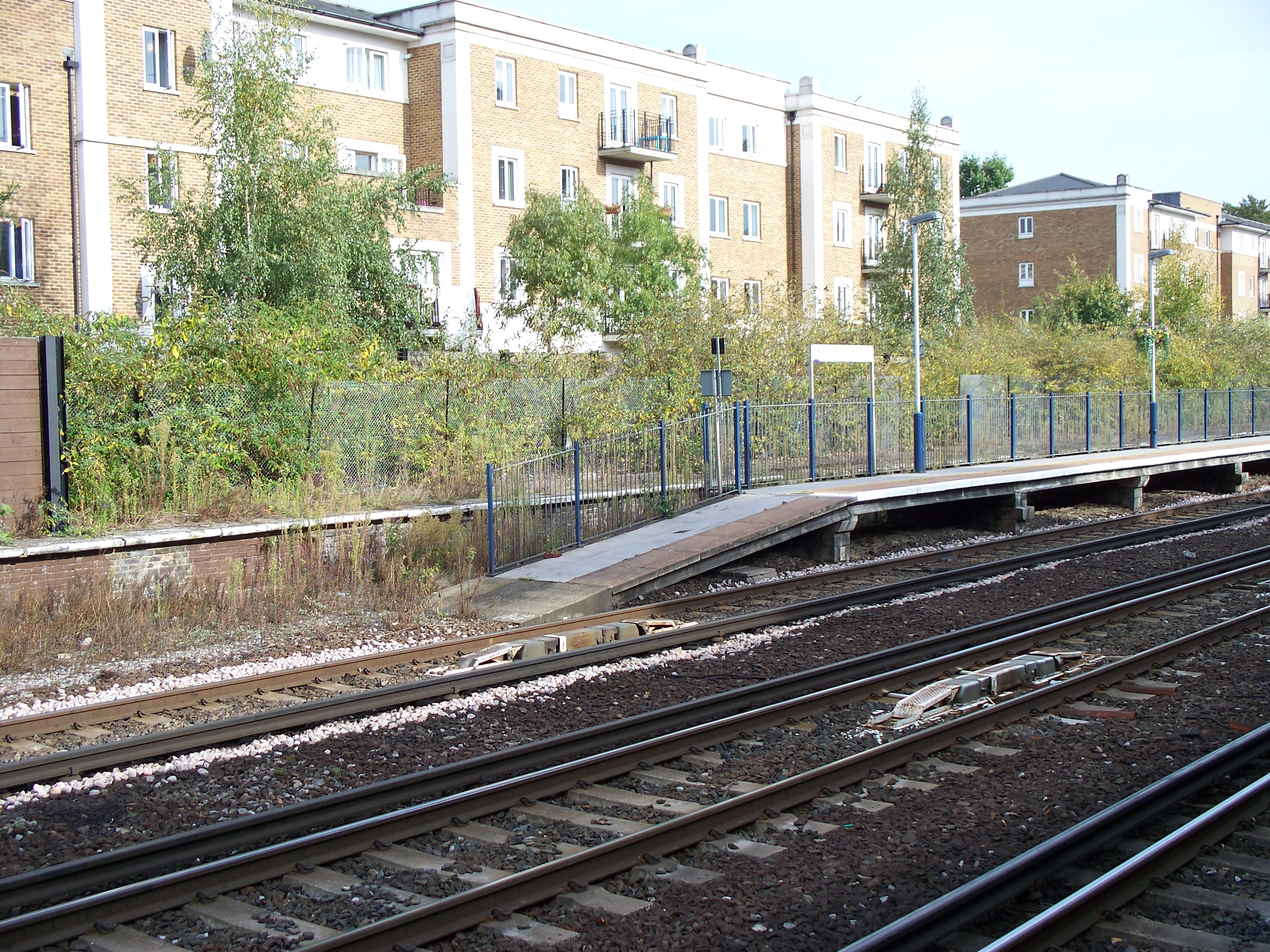
Current (right) and former (left) southbound platforms
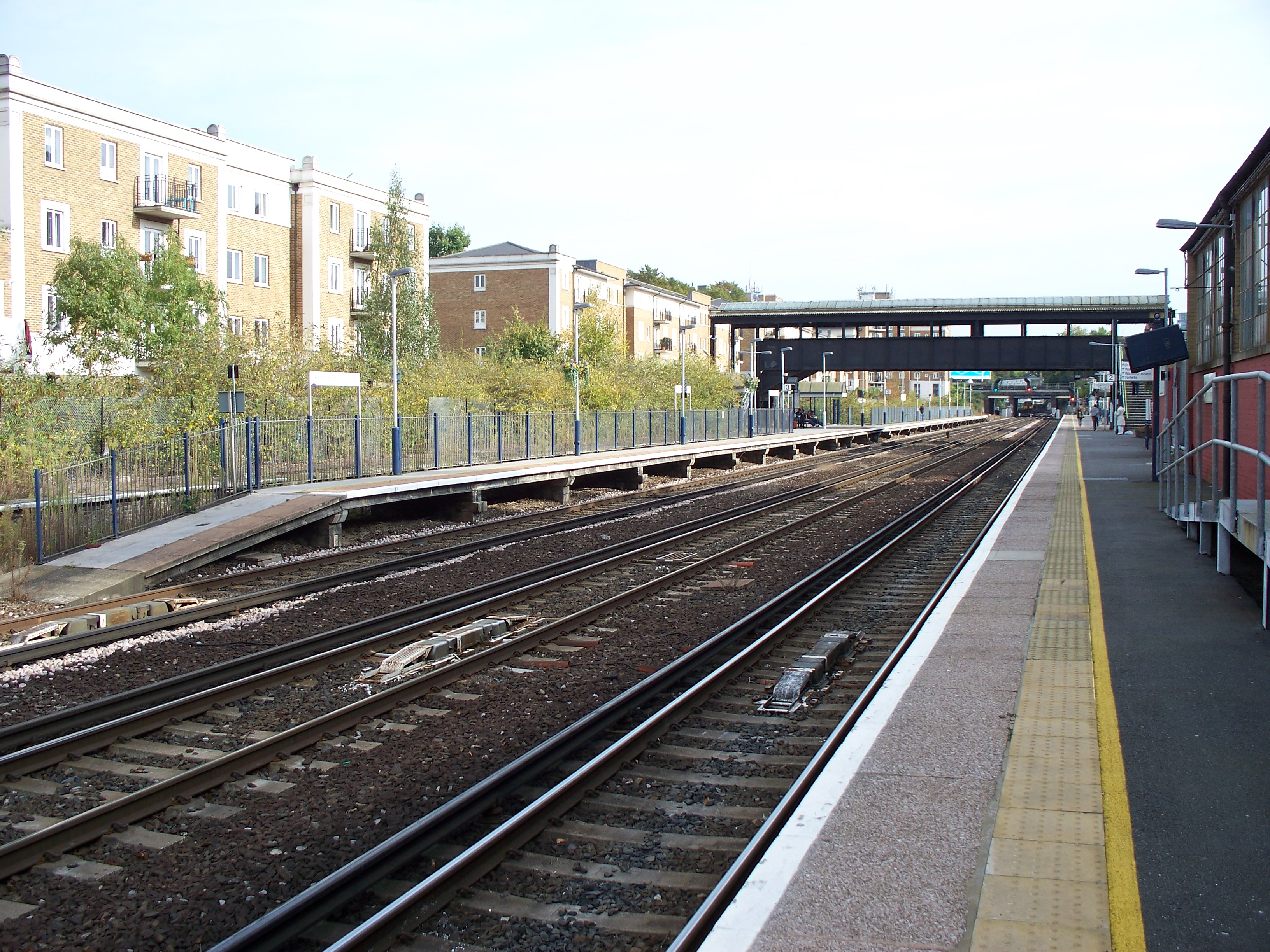
Main-line platforms
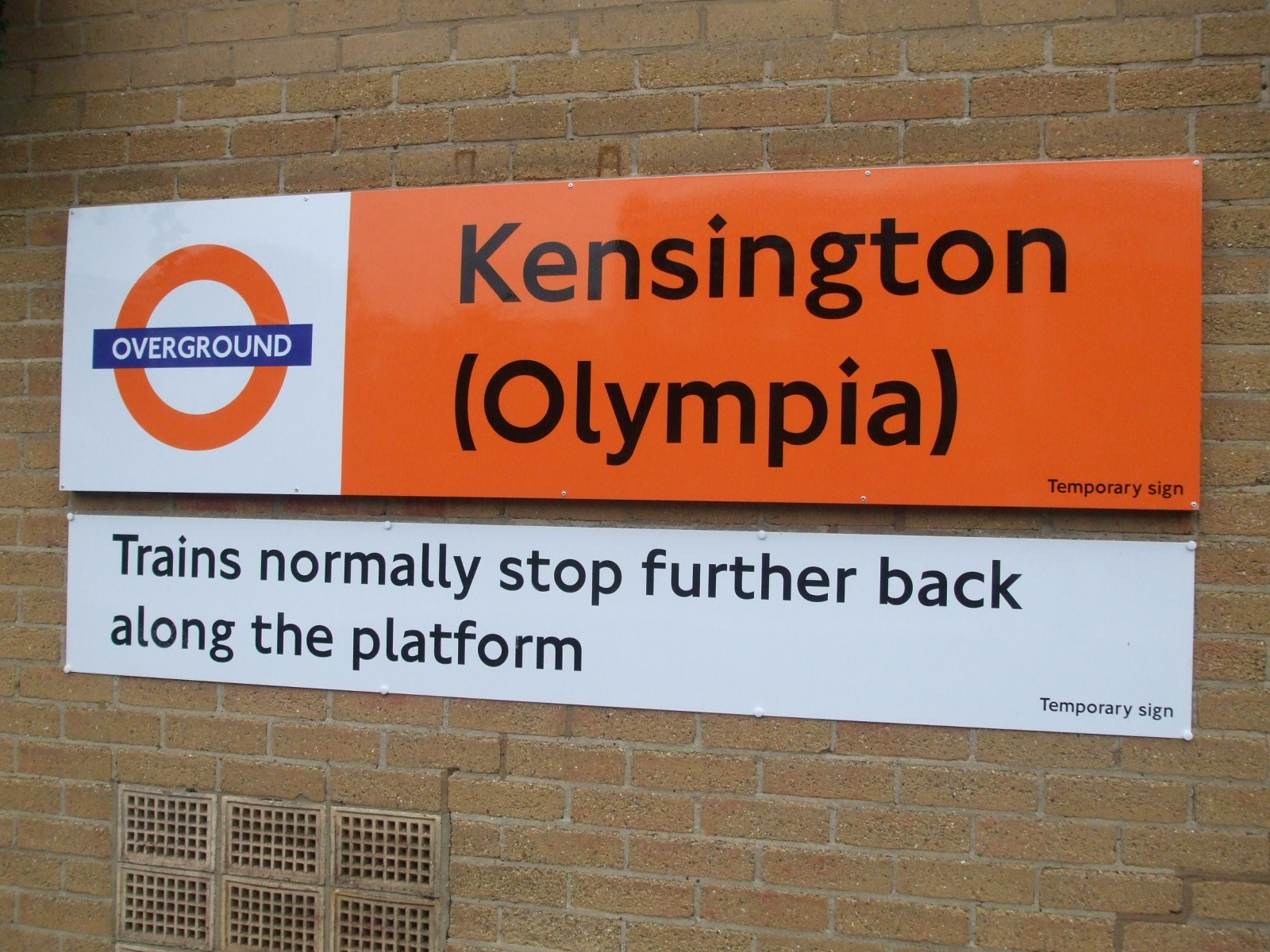
Overground platform signage, installed 2007.
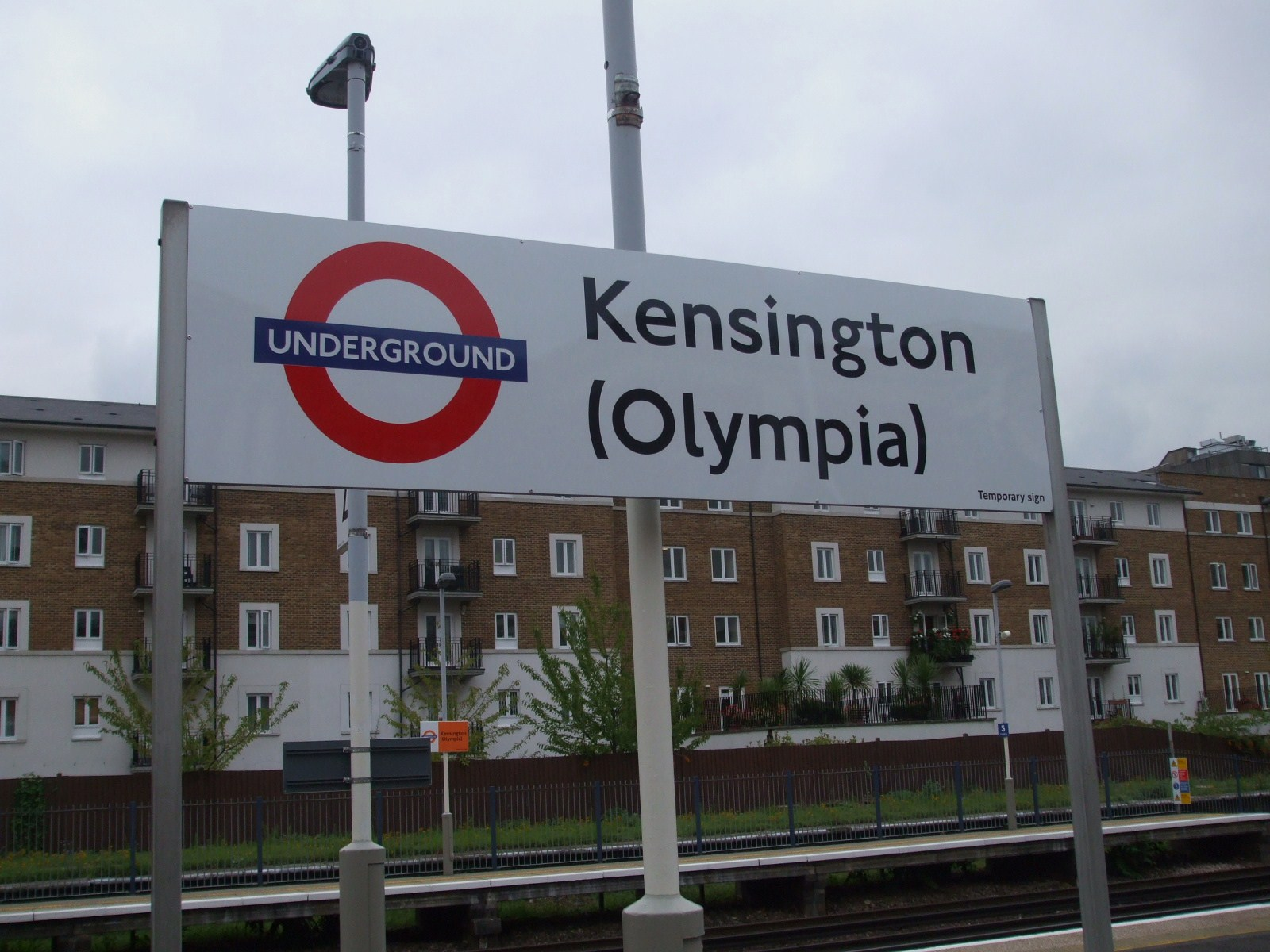
Underground platform signage
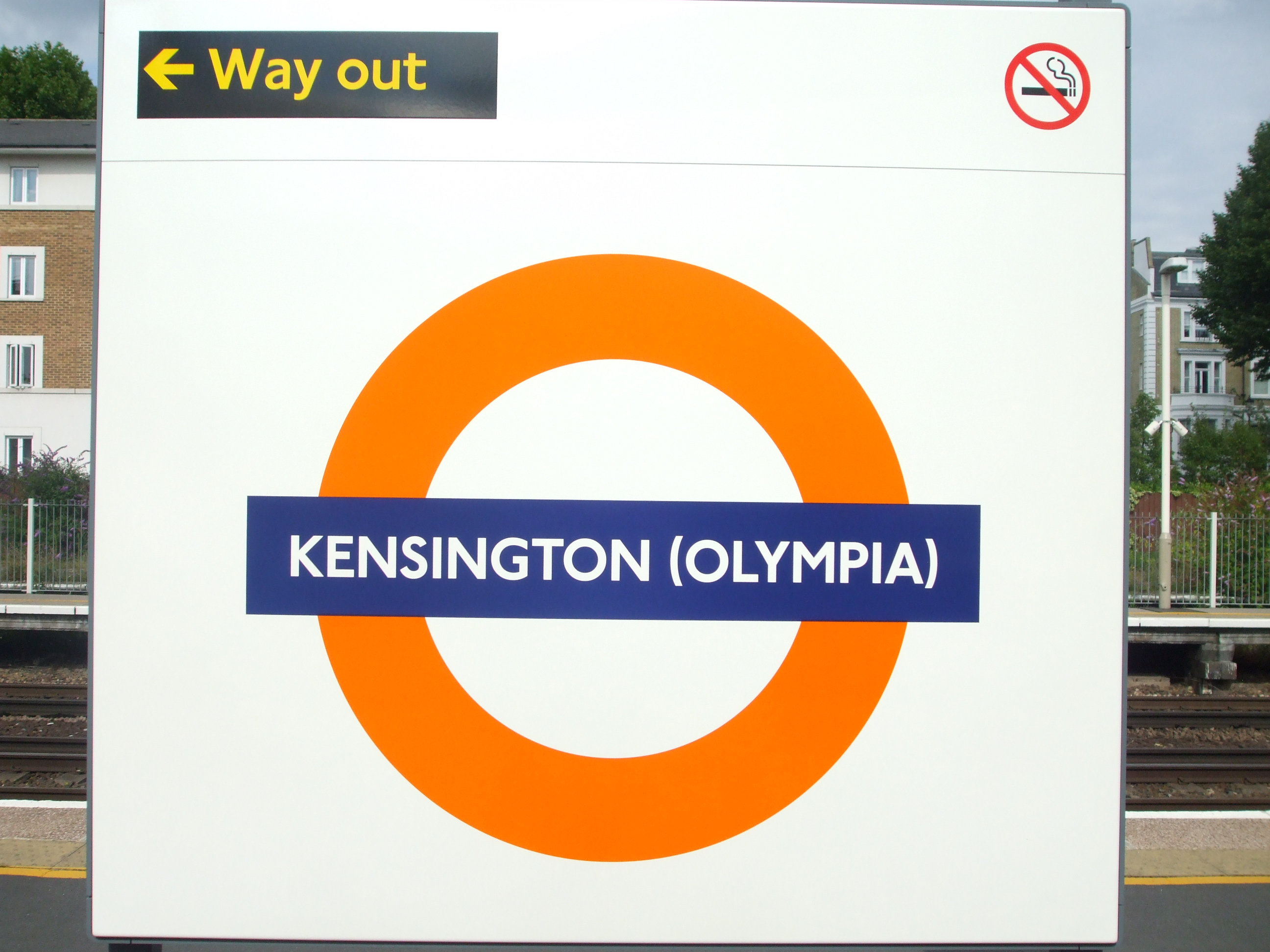
Overground station roundel